# موزه (فیلم ۲۰۱۸)
موزه (اسپانیایی: Museo‎) فیلمی در ژانر جنایی و درام است که در سال ۲۰۱۸ منتشر شد. از بازیگران آن می‌توان به گائل گارسیا برنال، سایمون راسل بیل، و لتیسیا بردیسه اشاره کرد. این فیلم جایزه خرس نقره‌ای برای بهترین فیلم‌نامه را از شصت و هشتمین جشنواره بین‌المللی فیلم برلین به دست آورد.